# Sự kiện Kuala Lumpur
Sự kiện Kuala Lumpur hay Vụ khủng hoảng con tin tại Tòa nhà AIA diễn ra tại Tòa nhà AIA (American Insurance Associates) ở Jalan Ampang, Kuala Lumpur, Malaysia vào ngày 5 tháng 8 năm 1975. Hồng quân Nhật Bản đã bắt giữ hơn 50 con tin tại tòa nhà AIA, nơi có một số đại sứ quán. Các con tin bị bắt bao gồm cả lãnh sự Hoa Kỳ và đại biện Thụy Điển. Các tay súng đã giải phóng được cho 5 kẻ khủng bố bị giam giữ, rồi cùng chúng bay tới Libya.

## Bối cảnh
Hồng quân Nhật Bản là một tổ chức khủng bố cộng sản chuyên nhằm xóa bỏ chính phủ và chế độ quân chủ của Nhật Bản, phát động một cuộc cách mạng trên toàn thế giới. Tổ chức này đã thực hiện nhiều vụ tấn công và ám sát trong những năm 1970, bao gồm cả vụ thảm sát sân bay Lod ở Tel Aviv 3 năm trước đó.

## Vụ tấn công
Tòa nhà AIA ở Jalan Ampang, Kuala Lumpur từng là nơi đặt đại sứ quán Hoa Kỳ và Thụy Điển. Vào ngày 4 tháng 8 năm 1975, 5 thành viên Hồng quân Nhật xông vào tòa nhà, bắt 53 nhân viên của các đại sứ quán làm con tin. Tất cả các con tin được tập trung ở Tầng 9 của Tòa nhà AIA. Hồng quân Nhật ra yêu cầu rằng: một số thủ lĩnh đang bị giam cầm của chúng phải được trả tự do, và đe dọa sẽ thảm sát tất cả 53 con tin nếu yêu cầu của chúng không được đáp ứng.
Thủ tướng Malaysia lúc đó là Tun Abdul Razak và cảnh sát trưởng của ông là Mohammed Hanif Omar. Bộ trưởng Nội vụ khi đó là Ghazali Shafie đã tham gia đàm phán rất nhiều, mặc dù ông đang ở Jakarta vào thời điểm ấy.
Cuối cùng, chính phủ Nhật Bản đồng ý trả tự do cho 5 thủ lĩnh Hồng quân Nhật. Những người này được gửi đi trên máy bay DC-8 của Hàng không Nhật Bản đến Kuala Lumpur. Thứ trưởng Bộ Giao thông Dato 'Ramli Omar và Tổng thư kí Bộ Nội vụ Tan Sri Osman Samsuddin Cassim được trao đổi với những kẻ khủng bố làm con tin để đảm bảo hành vi an toàn. Những kẻ bắt giữ con tin cùng với các thủ lĩnh được tự do của chúng, cả Omar và Cassim đã tiếp tục trên chiếc DC-8 đến Libya, bay tới Sân bay Tripoli vào ngày 8 tháng 8, sau một quãng dừng ở Colombo. Ở đó, chúng sẽ được che chở bởi nhà độc tài Muammar Gaddafi, người mà vào thời điểm đó đã hỗ trợ nhiều tổ chức khủng bố như PLO và quân cộng hoà Ailen. Samsuddin Cassim và Ramli Omar đã trở về Malaysia mà không hề hấn gì vào ngày 10 tháng 8.

### Con tin nước ngoài
- Robert C. Stebbins - Lãnh sự Hoa Kỳ
- Fredrik Bergenstråhle - Cán bộ đại sứ quán Thụy Điển
- Ulla Odqvist - Thư kí Đại sứ quán Thụy Điển
- Gerald Lancaster - công dân Hoa Kỳ - 50 tuổi
- Trudy Lancaster - công dân Úc - 32 tuổi
- Vick Lancaster - công dân Úc - 11 tuổi
- Rodney Lancaster - công dân Úc - 10 tuổi
- Adrian Lancaster - Công dân Úc 9 tuổi

## Hậu quả
Trong số các tù nhân được chính phủ Nhật Bản trả tự do có Bandō Kunio, người bị bỏ tù vì vai trò của hắn trong vụ Asama-Sanso. Bandō sau đó được cho là đã tiếp tay vụ cướp Chuyến bay 472 của Japan Air Lines từ Paris đến Tokyo vào năm 1977, buộc máy bay này phải hạ cánh ở Dhaka. Bandō vẫn còn được cho là đã dành thời gian từ năm 1997 đến năm 2007 ở Nga, Trung Quốc, Philippines và Nhật Bản.
Đại sứ quán Hoa Kỳ được chuyển đến địa điểm mới tại ngã ba Jalan U Thant và Jalan Tun Razak vào những năm 1990.
Quốc vương Thụy Điển Carl XVI Gustaf đã trao Huân chương Sao Bắc Cực cho Tan Sri Samsudin Osman Kassim vào ngày 16 tháng 9 năm 2009, tức khoảng 34 năm sau đó. Huân chương này được trao bởi Đại sứ Thụy Điển tại Malaysia, Ngài Helena Sångeland.